# توم ويلسون (لاعب كرة قاعدة أمريكي)
توم ويلسون (بالإنجليزية: Tom Wilson)‏ هو لاعب كرة قاعدة أمريكي، ولد في 19 ديسمبر 1970 في فوليرتون في الولايات المتحدة.

## وصلات خارجية
- توم ويلسون على موقعبيزبول رفرنس.كوم (الدوري الرئيسي) (الإنجليزية)
- توم ويلسون على موقعبيزبول رفرنس.كوم (الدوري الثانوي) (الإنجليزية)
- توم ويلسون على موقع مشجعي الرسوم البيانية (الإنجليزية)